# St. George (métro de Toronto)
Pour les articles homonymes, voir Saint-Georges.
St. George est une station de correspondance entre la ligne 1 Yonge-University et la ligne 2 Bloor-Danforth du métro, de la ville de Toronto en Ontario au Canada. Elle est située au nord de la rue Bloor entre la rue St. George et le chemin Bedford.

## Situation sur le réseau

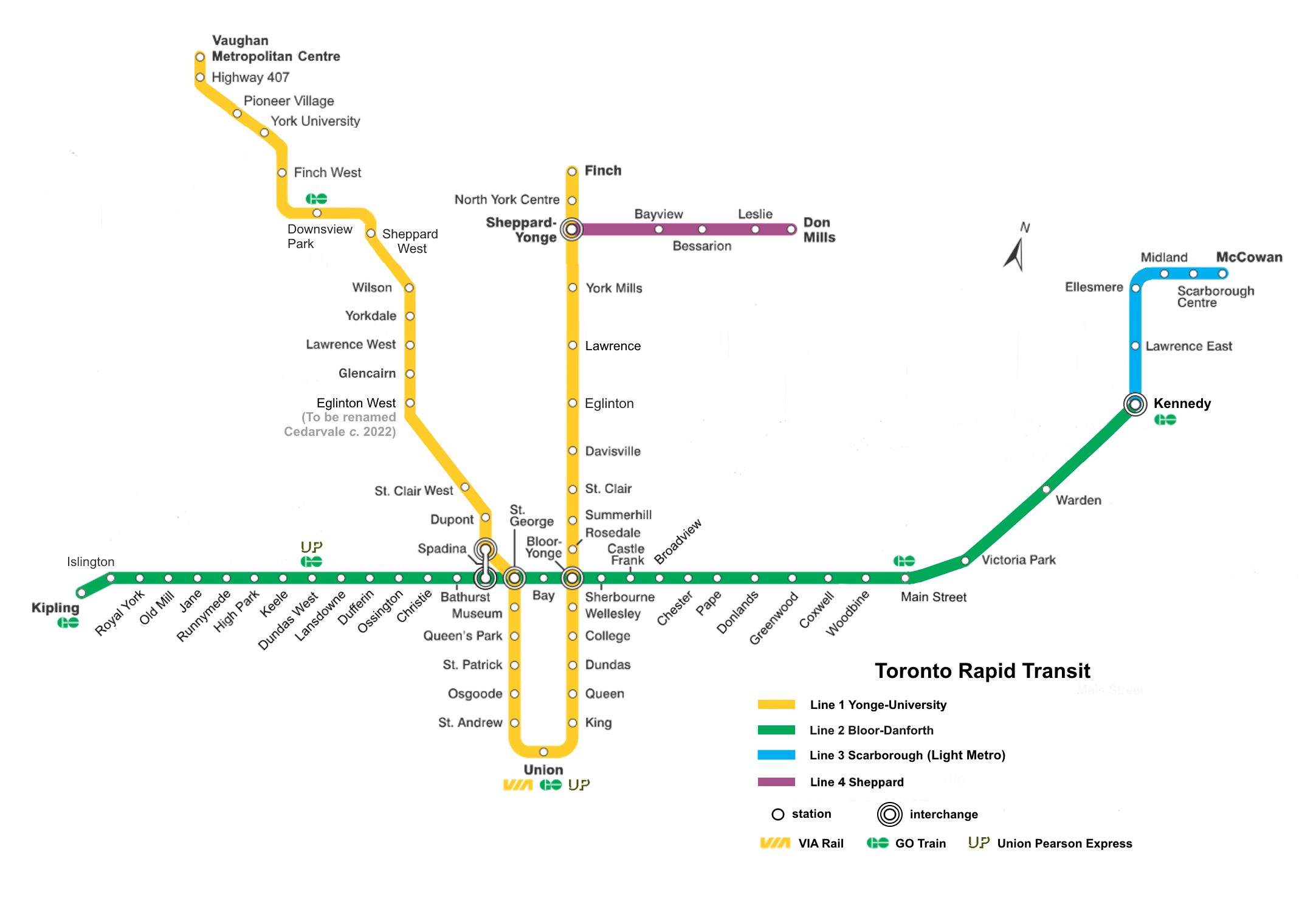
Plan du métro de Toronto (2018).

Station de correspondance, entre la ligne 1 Yonge-University et la Ligne 2 Bloor-Danforth, St. George dispose de deux plateformes distinctes :
Établie en souterrain, la station St. George de la ligne 1 Yonge-University, est précédée par la station Spadina, en direction du terminus Vaughan Metropolitan Centre, et elle est suivie par la station Museum, en direction du terminus Finch.
Également en souterrain, la station St. George de la Ligne 2 Bloor-Danforth, est précédée par la station Spadina, en direction du terminus Kipling, et elle est suivie par la station Bay, en direction du terminus Kennedy.

## Histoire
La station est mise en service le 28 février 1963, elle a été nommée en l'honneur de Quetton St. George (en), un britannique né en France qui a vécu à Toronto au XIXe siècle. La plateforme de la L3 Scarborough est mise en service le 26 février 1966.
Il s'agit de la deuxième station la plus fréquentée du réseau avec un transit moyen de 239 660 passagers par jour durant l'année 2009-2010.

## Services aux voyageurs

### Intermodalité
Elle est desservie par les bus de la ligne 26 Dupont.

## À proximité
- Bata Shoe Museum
- University of Toronto Schools (en)
- Université de Toronto
- Conservatoire royal de musique
- York Club (en)